# Прапор Борщева (Коломийський район)
Прапор Борщева — офіційний символ села Борщів, Коломийського району Івано-Франківської області, затверджений 27 січня 2023 р. рішенням сесії Заболотівської селищної ради.
Автори — А. Гречило та В. Косован.

## Опис
Квадратне полотнище, що складається із двох рівновеликих вертикальних смуг, на жовтій від древка — пурпурова квітка шафрану (крокуса) із зеленими листочками, на зеленій з вільного краю – біла бурова вишка, над якою червоно-жовте полум'я.

## Значення символів
Квітка шафрану вказує на красу та багатство місцевої природи, повторює сюжет із символів сусіднього с. Борщівська Турка. Бурова вишка означає газовидобувну галузь та місцеві газові родовища.